# Staatliche Literaturpreise (Griechenland)
Die Staatlichen Literaturpreise (griechisch κρατικά λογοτεχνικά βραβεία, Kratika Logotechnika Vravia) sind die höchsten literarischen Auszeichnungen, die das griechische Kulturministerium seit 1956 an Schriftstellerinnen und Schriftsteller vergibt. Um eine dieser literarischen Ehrungen zu erhalten, muss das entsprechende Druckerzeugnis im Vorjahr veröffentlicht und bis zum 31. Januar des Verleihungsjahrs bei der Nationalbibliothek Griechenlands hinterlegt werden.

## Auswahl der Geehrten
Vergeben werden die Preise, nachdem drei neunköpfige Kommissionen sich auf die zu Ehrenden geeinigt haben. Die Kommissionen setzen sich aus Schriftstellern, Literaturkritikern, Hochschuldozenten und -professoren sowie Illustratoren zusammen. Sie werden alle zwei Jahre neu ernannt und haben über folgende Auszeichnungen zu entscheiden: Die erste Kommission ist verantwortlich für die Vergabe des Großen Literaturpreises, der Literaturpreise, des Preises für Nachwuchsautoren, des Thematischen Sonderpreises und der Essaypreise, die zweite Kommission entscheidet über die Vergabe der Kinder- und Jugendbuchpreise und die dritte über Auszeichnungen mit den Preisen für literarische Übersetzungen. 
Zusätzlich nimmt der Leiter der Direktion für Literatur des Kulturministeriums (Προϊστάμενος της Διεύθυνσης Γραμμάτων του ΥΠΠΟ) und, im Falle seiner Abwesenheit oder Stimmunfähigkeit, der Leiter der Abteilung für Literatur und Bücher derselben Direktion an allen Ausschüssen mit einer Stellungnahme teil, hat jedoch kein Stimmrecht.

## Preise
Der Große Literaturpreis ist mit 7.000 Euro dotiert, alle anderen Preise mit je 5.000 Euro (Stand 2023).
Folgende staatlichen Literaturpreise werden von den Kommissionen vergeben:
- Großer Literaturpreis (Μεγάλο Βραβείο Γραμμάτων), er wird seit 1993 vergeben und trug bis 2010 den Namen Sonderpreis der Literatur (Ειδικό Βραβείο Λογοτεχνίας)
- Literaturpreise (Βραβεία Λογοτεχνίας), unterteilt in:
  - Preis für den Roman (Βραβείο Μυθιστορήματος)
  - Preis für Kurzgeschichten und Novellen (Βραβείο Διηγήματος-Νουβέλας)
  - Lyrikpreis (Βραβείο Ποίησης)
- Essaypreise (Βραβεία Δοκιμίου – Μαρτυρίας), unterteilt in:
  - Preis für Kritiken in Essayform (Βραβείο Δοκιμίου-Κριτικής)
  - Preis für Dokumentationen, Biografien, Chroniken und Reiseliteratur (Βραβείο Μαρτυρίας-Βιογραφίας-Χρονικού-Ταξιδιωτικής Λογοτεχνίας)
- Preis für Nachwuchsautoren (Βραβείο Πρωτοεμφανιζόμενου Συγγραφέα)
- Sonderpreis für Literatur, die die Diskussion über sensible gesellschaftliche Themen maßgeblich fördert (Ειδικό Βραβείο, σε λογοτέχνη του οποίου το βιβλίο προάγει σημαντικά το διάλογο πάνω σε ευαίσθητα κοινωνικά ζητήματα)
- Literarische Preise für Übersetzungen (Βραβεία Λογοτεχνικής Μετάφρασης) unterteilt in:
  - Preis für die Übersetzung eines Werkes der antiken griechischen Literatur ins Neugriechische (Βραβείο Απόδοσης έργου της αρχαίας ελληνικής γραμματείας στα νέα ελληνικά)
  - Preis für die Übersetzung eines Werkes der griechischen Literatur in eine Fremdsprache (Βραβείο Μετάφρασης έργου ελληνικής λογοτεχνίας σε ξένη γλώσσα)
  - Preis für die Übersetzung  eines Werkes der ausländischen Literatur ins Griechische (Βραβείο Μετάφρασης έργου ξένης λογοτεχνίας σε ελληνική γλώσσα)
- Preise für Kinderbücher (Βραβεία Παιδικού Βιβλίου) unterteilt in:
  - Preis für ein literarisches Kinderbuch (Βραβείο Παιδικού Λογοτεχνικού Βιβλίου)
  - Preis für ein literarisches Jugendbuch (Βραβείο Εφηβικού-Νεανικού Λογοτεχνικού Βιβλίου)
  - Bilderbuchpreis (Βραβείο Εικονογραφημένου Παιδικού Βιβλίου)
  - Preis für Wissensbücher für Kinder (Βραβείο Βιβλίου Γνώσεων για παιδιά)
- Auszeichnungen für Literaturzeitschriften, die zur Förderung und Verbreitung der griechischen Literatur beitragen (Διακρίσεις σε Λογοτεχνικά Περιοδικά τα οποία συμβάλλουν στην προβολή και διάδοση της ελληνικής λογοτεχνίας)

### Preisträger des Großen Literaturpreises
| Jahr | Preisträger                                 |
| ---- | ------------------------------------------- |
| 1993 | Stylianos Alexiou                           |
| 1994 | Titos Patrikios                             |
| 1995 | Nasos Detzortis                             |
| 1996 | Nora Anagnostaki                            |
| 1997 | Giorgos G. Alisandratos                     |
| 1998 | Alexandros Argyriou                         |
| 1999 | Giannis Dallas                              |
| 2000 | Andreas Frangias                            |
| 2001 | Mitsos Alexandropoulos                      |
| 2002 | Manolis Anagnostakis                        |
| 2003 | Miltos Sachtouris                           |
| 2004 | Kostas Stergiopoulos                        |
| 2005 | Nikos Fokas                                 |
| 2006 | Tilemachos Alaveras                         |
| 2007 | Kostas E. Tsiropoulos                       |
| 2008 | Kostas Georgousopoulos                      |
| 2009 | Nanos Valaoritis                            |
| 2010 | Kiki Dimoula                                |
| 2011 | Dinos Christianopoulos (Annahme verweigert) |
| 2012 | Thanasis Valtinos                           |
| 2013 | Dimitris Raftoupoulos                       |
| 2014 | Katerina Angelaki-Rooke                     |
| 2015 | Ilias X. Papadimitrakopoulos                |
| 2016 | Vasilis Vasilikos                           |
| 2017 | Dionysis Kapsalis                           |
| 2018 | Frangiski Ampatzopoulou                     |
| 2019 | Maro Douka                                  |
| 2020 | Jenny Mastoraki                             |
| 2021 | Dimitris Tziovas                            |
| 2022 | Maria Laina                                 |
| 2023 | Rea Galanaki                                |